# UPT II Kuala Pangoh
UPT II Kuala Pangoh is een bestuurslaag in het regentschap Aceh Timur van de provincie Atjeh, Indonesië. UPT II Kuala Pangoh telt 293 inwoners (volkstelling 2010).